# Atak na koszary w Makiejewce
Artykuł ten został zgłoszony do umieszczenia na stronie głównej w rubryce „Czy wiesz”.
Pomóż nam go sprawdzić: oceń zgłoszoną nominację.
Atak na rosyjskie koszary w Makiejewce – atak rakietowy przeprowadzony w noc sylwestrową z 2022 na 2023 rok przez Siły Zbrojne Ukrainy na koszary, w których stacjonowali rosyjscy żołnierze. Obiekt mieścił się w budynku byłej szkoły zawodowej nr 19 na obrzeżach miasta przy ulicy Kremlowskiej 48 w Makiejewce w obwodzie donieckim, okupowanej przez siły rosyjskie i prorosyjskie od 2014 roku. W wyniku uderzenia pocisków M142 HIMARS w amunicję znajdującą się w tym samym budynku, w którym przebywali żołnierze, nastąpiła eksplozja. Do ataku doszło w trakcie kolejnej fali rosyjskich ataków rakietowych na ukraińskie miasta.
Liczba ofiar śmiertelnych waha się od 89 żołnierzy (dane strony rosyjskiej) do 400 zabitych (dane strony ukraińskiej). Niezależnym ośrodkom udało się ustalić od 133 do 142 nazwisk poległych w ataku. Liczba rannych szacowana była na od 60 do 300 osób.
Atak na Makiejewkę jest największą pojedynczą stratą osobową poniesioną przez rosyjskie wojska od początku rosyjskiej inwazji na Ukrainę, do której przyznało się Ministerstwo Obrony Federacji Rosyjskiej. Incydent pokazał problemy w systemie zarządzania Ministerstwa Obrony, stosunek kierownictwa wojskowego i politycznego Rosji do personelu, a także wywołał kontrowersje w Rosji ze względu na śmierć w ataku zarówno żołnierze zawodowych, jak i poborowych objętych mobilizacją.

## Atak
Około północy z 31 grudnia 2022 roku na 1 stycznia 2023 roku Siły Zbrojne Ukrainy uderzyły w budynek szkoły zawodowej nr 19 przy ulicy Kremlowskiej w Makiejewce w obwodzie donieckim, kontrolowanej przez wojska rosyjskie. Odległość od linii frontu do budynku wynosiła 14 km. Według rosyjskiego Ministerstwa Obrony w kierunku budynku wystrzelono sześć rakiet HIMARS, z których cztery trafiły w cel. W wyniku ataku doszło do detonacji amunicji składowanej w obiekcie, co doprowadziło do całkowitego zniszczenia budynku i śmierci dużej liczby żołnierzy. Zniszczeniu uległ także sprzęt wojskowy znajdujący się w pobliżu szkoły zawodowej. Do ataku doszło w trakcie kolejnej fali rosyjskich ataków rakietowych na ukraińskie miasta.
W chwili ataku w budynku przebywał zmobilizowany personel przydzielony do 44. i 45. pułku 2 Gwardyjskiej Armii Ogólnowojskowej z siedzibą w Samarze. Według rosyjskiego kanału CzWK-OGPU na miejscu stacjonował również 1444 pułk strzelców zmotoryzowanych (wojsk terytorialnych) Centralnego Okręgu Wojskowego, a wśród ofiar byli zarówno zmobilizowani, jak i zawodowi wojskowi, w tym z Federalnej Służby Wojsk Gwardii Narodowej Rosji (Rosgwardii) i z SOBR.
Część wyższej kadry dowódczej, w tym dowódca pułku, pułkownik Jenikiejew, który przed mobilizacją pracował w Ministerstwie Transportu i Dróg Obwodu Samarskiego, nie była obecna na miejscu w chwili ataku.

## Skutki
1 stycznia Zarząd Łączności Strategicznej Sił Zbrojnych Ukrainy poinformował, że w wyniku ataku zginęło 400 osób, a 300 zostało rannych. Dzień po ataku rosyjscy korespondenci wojenni informowali o „setkach” ofiar, jednak dokładna liczba ofiar nie była znana, ponieważ wciąż trwało usuwanie gruzów.
2 stycznia Ministerstwo Obrony Federacji Rosyjskiej poinformowało o 63 ofiarach śmiertelnych, a 3 stycznia oficjalnie potwierdziło śmierć 89 osób, w tym zastępcy dowódcy pułku, podpułkownika Baczurina, nie podając jednak listy poległych i rannych. Atak na Makiejewkę był największą pojedynczą stratą osobową armii rosyjskiej podczas inwazji na Ukrainę, do której przyznało rosyjskie Ministerstwo Obrony.
Większość ofiar stanowili zmobilizowani mieszkańcy obwodu samarskiego. Informację tę potwierdził gubernator obwodu Dmitrij Azarow. 3 stycznia w kilku miastach regionu – Togliatti, Nowokujbyszewsku i Syzraniu – odbyły się wiece żałobne. Według krewnych ocaleni zostali bez jedzenia, lekarstw i pieniędzy. Wśród zmobilizowanych żołnierzy z obwodu samarskiego ogłoszono pilną zbiórkę rzeczy dla ocalałych. Prokremlowska dziennikarka Anastasija Kaszewarowa doniosła, że ocaleni, „około 216 osób”, mieli zostać „wysłani na linię frontu lub gdzieś indziej, poza zasięgiem wzroku”. Jedna z krewnych ocalałego żołnierza stwierdziła, że mężczyzn „chcą skreślić jako niepotrzebnych świadków. Reporter „Nowej gaziety”, który przyjechał do Samary, trafił na komisariat policji dwukrotnie: za próbę sfilmowania wiecu, na którym władze domagały się ogłoszenia żałoby, a następnie za „nielegalne wywiady z mieszkańcami”.
Rannych w ataku przewieziono do szpitala wojskowego w Rostowie nad Donem, gdzie 4 stycznia odwiedził ich gubernator obwodu samarskiego Dmitrij Azarow. Tego samego dnia poinformował on, że do szpitala w Samarze trafi 60–70 rannych. 5 stycznia poinformowano, że sześcioro żołnierzy udzielających pomoc poszkodowanym w ataku otrzymało Ordery Męstwa.
4 stycznia portal „Wiorstka” zacytował słowa jednego ze zmobilizowanych żołnierzy, którzy brali udział w odgruzowywaniu. Według niego zginęło około 200 osób, a około 150 zostało rannych. Bloger Boris Rożin poinformował, że prezydent Rosji Władimir Putin nakazał do 6 stycznia wszczęcie śledztwa w sprawie tego incydentu. Jednak do 30 stycznia 2023 roku nie było informacji o wszczęciu śledztwa ani ukaraniu osób odpowiedzialnych za umieszczenie zmobilizowanych żołnierzy w budynku szkoły zawodowej nr 19.
Po ataku w internecie pojawiła się petycja z żądaniem opublikowania listy poległych w Makiejewce. W ciągu tygodnia podpisało ją prawie 50 tysięcy osób. 9 stycznia komisarz wojskowy obwodu samarskiego Aleksiej Wdowin ogłosił, że lista zabitych w Makiejewce nie zostanie opublikowana, tłumacząc, że „mogłaby zostać wykorzystana przez zagraniczne służby wywiadowcze”.

### „Operacja odwetowa”
3 stycznia zastępca szefa Głównego Zarządu Wojskowo-Politycznego Sił Zbrojnych Federacji Rosyjskiej, generał porucznik Siergiej Siewriukow, poinformował o zniszczeniu ukraińskich instalacji M142 HIMARS ogniem zwrotnym. Nie ma jednak niezależnego potwierdzenia tej informacji. Media odnotowały, że do 3 stycznia rosyjskie Ministerstwo Obrony ogłosiło zniszczenie 27 instalacji M142 HIMARS, podczas gdy na Ukrainę dostarczono zaledwie 20 tego typu instalacji.
8 stycznia rzecznik rosyjskiego Ministerstwa Obrony Igor Konaszenkow ogłosił o przeprowadzeniu „operacji odwetowej”. Według Konaszenkowa w ataku na dwa domy studenckie w Kramatorsku zginęło ponad 600 z 1300 stacjonujących tam ukraińskich żołnierzy. Serhij Czerewaty, rzecznik wschodniego ugrupowania Sił Zbrojnych Ukrainy, zdementował tę informację. Nawet prokremlowskie kanały wątpiły w prawdziwość oświadczenia Konaszenkowa. W szczególności „Wojennyj oswiedomitiel” nazwał oświadczenie rosyjskiego Ministerstwa Obrony „dezinformacją” i „operacją odwetową w mediach”. Zdjęcia i nagrania wideo pokazały, że nie doszło do bezpośrednich trafień w budynki, a jedynie w jednym z nich wybito okna. Dziennikarze międzynarodowej agencji informacyjnej Reuters, amerykańskiej stacji telewizyjnej CNN i fińskiej stacji radiowo-telewizyjnej Yle nie znaleźli żadnych śladów śmierci ani obecności ukraińskich żołnierzy w tym miejscu.

## Reakcje i oceny
Oficjalna wersja przedstawiona przez rosyjskie władze wyjaśnia atak „masowym użyciem telefonów komórkowych przez personel”. Według tej wersji Ukraina, z pomocą systemu rozpoznania Echelon, była w stanie wykryć użycie telefonów przez zmobilizowanych, określić ich dokładną lokalizację i aktywność. Niezależni eksperci, dziennikarze prokremlowscy i rosyjscy korespondenci wojenni jako inne przyczyny znacznych strat wskazali rozmieszczenie personelu w zatłoczeniu, bliskość żołnierzy do składu amunicji, koordynację ukraińskiego ataku przez lokalnych mieszkańców, a także słabą skuteczność rosyjskiego rozpoznania i systemów obrony powietrznej. Amerykański Institute for the Study of War uważa, że rosyjskie Ministerstwo Obrony próbowało przerzucić winę za straty w Makiejewce na przedstawicieli tzw. Donieckiej Republiki Ludowej oraz samych zmobilizowanych żołnierzy. Brytyjski wywiad uznał, że ogromne straty były efektem nieprofesjonalizmu armii rosyjskiej i niebezpiecznego przechowywania amunicji, a także oszacował, że zginęło lub zaginęło ponad 300 żołnierzy.
„The New York Times” zacytował Michaela Kofmana, dyrektora studiów rosyjskich w amerykańskim instytucie badawczym Center for Naval Analyses, który stwierdził, że ukraińskie siły zbrojne zmieniły taktykę i zaczęły używać wyrzutni rakietowych HIMARS do atakowania dużych skupisk wojsk rosyjskich, a nie magazynów.
7 stycznia ukraińskie siły zbrojne użyły wyrzutni rakietowej HIMARS do ataku na centrum Chołodnaja Bałka, gdzie w tę samą noc sylwestrową stacjonowały 2 i 3 batalion 1444 pułku. W momencie ataku żołnierzy nie było już w budynku, lecz zniszczeniu uległo znajdujące się tam zaopatrzenie. W październiku 2023 roku ujawniono, że cały 1444 pułk został rozwiązany, a jego personel został rozdysponowany pomiędzy kilka pułków i brygad.

## Śledztwo
Ośrodkom niezależnym od władz rosyjskich udało się ustalić nazwiska żołnierzy poległych w ataku w Makiejewce:
- Conflict Intelligence Team(inne języki) – 133 osoby do 28 lutego 2023 roku[34];
- BBC News Russian(inne języki) – 139 osób do 17 marca 2023 roku[35], z czego co najmniej 107 zostało zmobilizowanych[36];
- Radio Wolna Europa – 142 osoby do 20 kwietnia 2023 roku[37], z czego co najmniej 139 pochodziło z obwodu samarskiego, a 1 z Ufy[32].

Dokładna liczba ofiar ataku na koszary w Makiejewce nie jest znana. Rosyjskie Ministerstwo Obrony określiło ją na 89 poległych, z kolei strona ukraińska określiła, że zginęło do 400 żołnierzy. Gubernator obwodu samarskiego określił liczbę rannych jako powyżej 60 osób, a strona ukraińska oświadczyła, że rannych zostało do 300 żołnierzy.
Atak w Makiejewce wyraźnie pokazał problemy tkwiące w systemie dowodzenia Ministerstwa Obrony Rosji i jego podejściu do personelu. Zmobilizowani żołnierze z Samary zginęli tydzień po wysłaniu na front, nie biorąc nawet udziału w walkach, a winę za ich śmierć przypisano samym poległym. Conflict Intelligence Team określił, że nie był to jednorazowy zbieg okoliczności, lecz logiczna konsekwencja praktyk stosowanych przez rosyjskie Ministerstwo Obrony. Ośrodek sugerował, że rosyjskie Ministerstwo Obrony celowo opóźniało proces identyfikacji i wydłużało wydanie ciał ofiar, aby uniknąć zwiększonego zainteresowania atakiem w Makiejewce, a w szczególności rzeczywistą liczbą ofiar.